# René Magritte
René Magritte, né le 21 novembre 1898 à Lessines (Belgique) et mort le 15 août 1967 à Schaerbeek, est un peintre surréaliste belge.

## Biographie

### Jeunesse
René François Ghislain Magritte, né à Lessines le 21 novembre 1898 est le fils de Léopold Magritte, tailleur, et de Régina Bertinchamps, modiste. La famille emménage d'abord à Soignies puis à Saint-Gilles et à Lessines, là où naît René Magritte, et en 1900 retourne chez la mère de Régina à Gilly, où naissent ses deux frères Raymond (1900-1970) et Paul (1902-1975). En 1904, ses parents s'installent à Châtelet où, après avoir exercé divers métiers, le père du peintre s'enrichit en devenant l'année suivante inspecteur général de la société De Bruyn qui produit huile et margarine. René Magritte y fréquente pendant six ans l'école primaire et la première année de ses études secondaires, y suit aussi en 1910 un cours de peinture dans l'atelier de Félicien Defoin (1869-1940), artiste né à Doische et établi à Châtelet. Il s'intéresse particulièrement aux aventures de Zigomar, Buffalo Bill, Texas Jack, Nat Pinkerton, des Pieds nickelés, et se passionne à partir de 1911 pour le personnage de Fantômas. À l'Exposition de Charleroi, il découvre la même année le cinéma, impressionné par les affiches des films mais également des publicités, ainsi que la photographie.
Le père de René Magritte est coureur, violemment anticlérical, dépensier, alors que sa mère est une catholique fervente. Dépressive, elle se suicide par noyade dans la Sambre en février 1912. Mais René Magritte, contrairement à ses fréquentations surréalistes ultérieures, notamment Salvador Dalí et André Breton, sera toujours opposé, pour ne pas dire résistant, à la psychanalyse. L'art n'ayant pas besoin selon lui d'interprétations mais de commentaires, l'enfance de l'artiste ne saurait donc être convoquée pour comprendre ses productions.
Tous quatre tenus par leur entourage pour responsables de ce drame du fait de leurs frasques, Magritte, son père et ses deux frères quittent Châtelet pour s'installer en mars 1913 à Charleroi. L'éducation des enfants est alors confiée à une gouvernante, Jeanne Verdeyen, que Léopold Magritte épousera en 1928. René Magritte poursuit médiocrement ses études à l'athénée de la ville et lit Stevenson, Edgar Allan Poe, Maurice Leblanc et Gaston Leroux. Son père lui ayant offert un appareil Pathé, il crée de petits films dessinés. Lors de ses vacances dans la famille de son père qui tient une boutique de chaussures à Soignies, il aime y jouer avec une petite fille dans un cimetière désaffecté dont ils visitent les caveaux souterrains. À la foire de Charleroi, il fait la connaissance en août 1913 d'une fille de douze ans, Georgette Berger, dont le père est boucher à Marcinelle. Ils se rencontrent régulièrement sur le chemin de l'école mais se perdent de vue au début de la guerre 1914-1918.
Charleroi étant occupée par l'armée allemande, la famille retourne à Châtelet où le père de Magritte poursuit des activités de représentant pour le bouillon Kub de Maggi. C'est sur la fin de 1914 ou au début de 1915 que Magritte réalise une première peinture de plus d'un mètre cinquante sur près de deux mètres d'après un chromo représentant des chevaux fuyant une écurie en flammes, offrant ses tableaux ultérieurs à ses amis. En octobre 1915 il abandonne ses études et s'installe à Bruxelles, rue du Midi, non loin de l'Académie des beaux-arts dont il a le projet de suivre les cours en auditeur libre. Avant d'y entrer, il peint alors des tableaux de style impressionniste.

### Les débuts

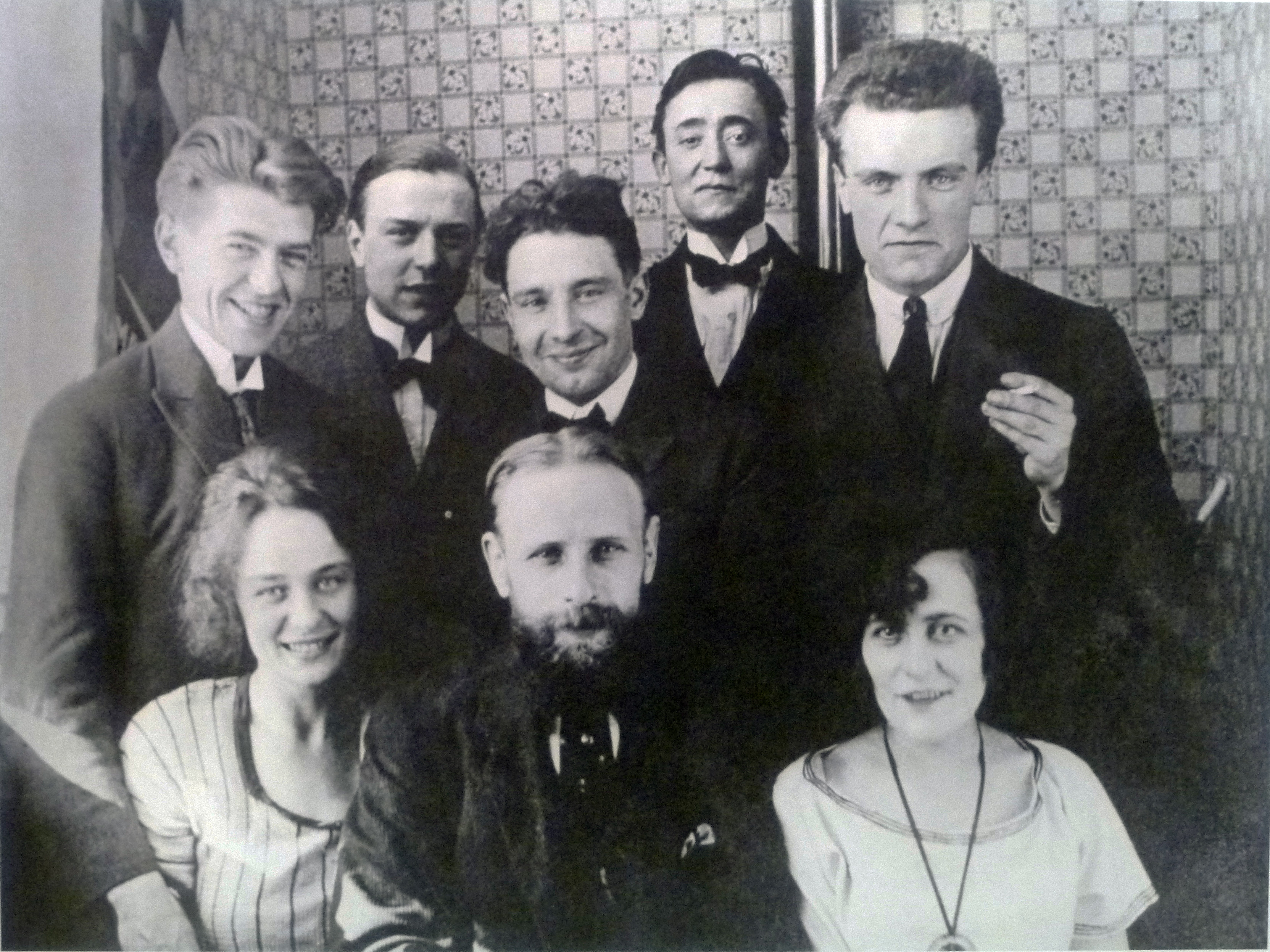
Chez Victor Servranckx, le jour du mariage de Georgette et René (juin 1922) de gauche à droite : en haut, René Magritte, E. L. T. Mesens, Victor Servranckx, Pierre-Louis Flouquet, Pierre Bourgeois ; en bas, Georgette Berger, Pierre Broodcoorens, Henriette Flouquet.

D'octobre 1916 à 1919, Magritte fréquente plus ou moins régulièrement l’Académie royale des beaux-arts de Bruxelles où il suit les cours d'Emile Van Damme-Sylva, du symboliste Constant Montald et de Gisbert Combaz, affichiste du style Art nouveau. Parmi les élèves figure Paul Delvaux. Magritte participe également aux cours de littérature donnés par Georges Eekhoud, qu'il soutiendra après son renvoi. Sa famille installée à Bruxelles en décembre 1916, il travaille, après un retour en 1917 de quelques mois à Châtelet, en 1919 et 1920 dans un atelier loué avec Pierre-Louis Flouquet qu'il a connu, tout comme Charles Alexandre, à l'Académie.

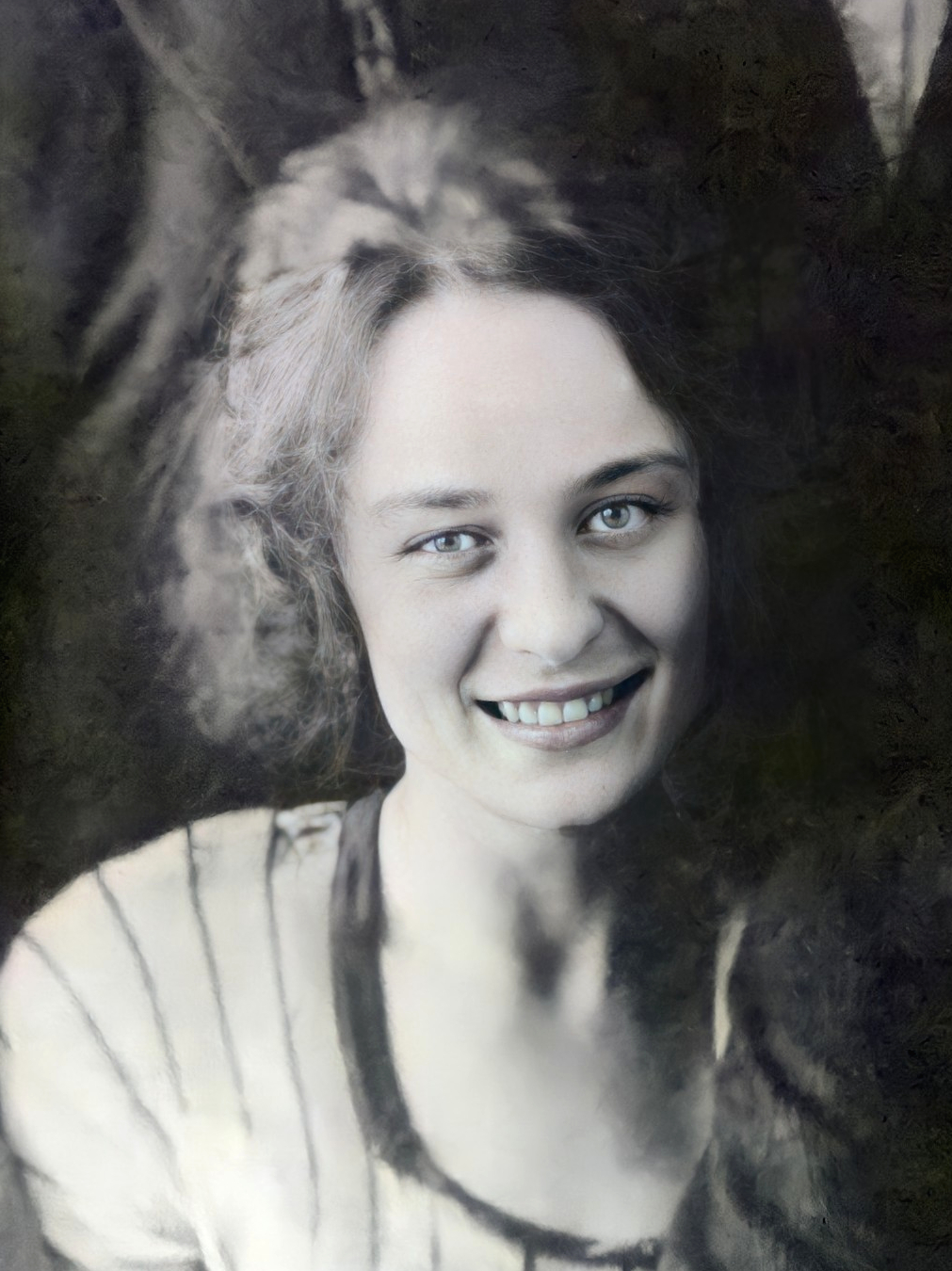
Georgette Berger, le 28 juin 1922

Disposant de beaucoup d'argent grâce aux activités plus ou moins douteuses de son père et aux peintures décoratives ou affiches dont il décroche les commandes, il le dépense, multipliant aventures, blagues et frasques, avec ostentation, dans un climat bohème et anarchiste. Avec Flouquet et les frères Pierre Bourgeois et Victor Bourgeois, il collabore aux quatre numéros, d'avril à septembre 1919, de la revue Au volant que dirige Pierre Bourgeois. Auprès de ses amis il découvre le cubisme et le futurisme. Des œuvres de Flouquet et des affiches puis des peintures non figuratives de Magritte sont exposées en 1919 et 1920 au Centre d'art de Bruxelles dirigé par Aimé Declercq. À cette seconde exposition Magritte rencontre en janvier E. L. T. Mesens, qui sera engagé comme professeur de piano pour son frère Paul.
Au printemps 1920, René Magritte retrouve par hasard au Jardin botanique de Bruxelles Georgette Berger qu'il n'a pas revue depuis 1914. De décembre 1920 à octobre 1921 il effectue son service militaire au camp de Beverloo, près d'Anvers, où se trouve également Pierre Bourgeois, puis de Bourg-Léopold, plus tard au ministère de la Guerre. Son père désargenté et poursuivi pour escroquerie, Magritte travaille à partir de novembre 1921, et jusqu'en 1924, comme dessinateur, avec le peintre Victor Servranckx qu'il a connu à l'Académie, dans l'usine de papier peint Peters-Lacroix à Haren. Le 28 juin 1922 Magritte épouse Georgette Berger et en août le couple s'installe à Laeken.

### Rencontre avec le mouvement dada et constitution du groupe surréaliste de Bruxelles

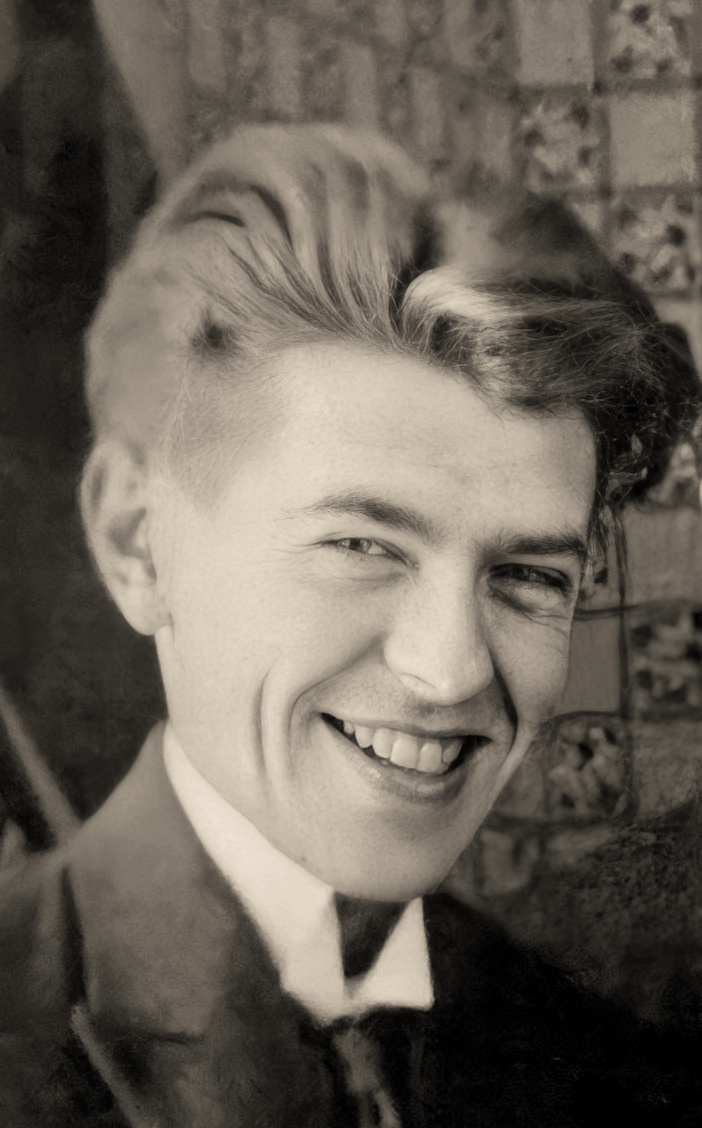
René Magritte en juin 1922

En 1922, Magritte rencontre Marcel Lecomte et en décembre 1923 Camille Goemans qui, avec E. L. T. Mesens, l’introduisent dans le milieu dada. Il doit alors à Lecomte, ou selon Louis Scutenaire à Mesens, sa plus grande émotion artistique : la découverte d’une reproduction du Chant d'amour de Giorgio De Chirico (1914). « Mes yeux ont vu la pensée pour la première fois », écrira-t-il en se souvenant de cette révélation.
En février 1924 Magritte, abandonnant son emploi à l'usine de papiers peints Lacroix, séjourne brièvement à Paris à la recherche d'un nouveau travail. De retour à Bruxelles il s'installe à son compte, créant de 1924 à 1928 des projets pour des films, des théâtres, des sociétés automobiles, Alfa Romeo et Citroën, ou des entreprises, la Maison Norine, les Établissements Minet, le chocolatier Neuhaus, la Maison Vanderborght, Primevère, la lingerie Thila Naghel. En octobre 1924, Magritte, par des aphorismes, et Mesens participent à la revue 391, dirigée par Francis Picabia et projettent de lancer, avec Goemans et Lecomte, une nouvelle revue dadaïste, Période, calquée sur celle de Picabia mais coulée dès avant sa naissance par un tract lancé par Paul Nougé, puis fonderont en mars 1925 la revue Œsophage (un seul numéro).
Le rapprochement du groupe de Correspondance qui réunit en 1924 et 1925 Nougé, Goemans et Lecomte, avec Mesens et Magritte, leur confection d'un tract commun en septembre et octobre 1926 contre Géo Norge et Jean Cocteau, auquel s'associe le musicien André Souris, leur participation commune en 1927 au dernier numéro de la revue Marie. Journal bimensuel pour la belle jeunesse, créée par Mesens en juin 1926, marquent les débuts de la constitution du groupe surréaliste de Bruxelles, que rejoignent en juillet Louis Scutenaire et Irène Hamoir. Dès 1926, Magritte conclut un contrat avec Paul-Gustave van Hecke, mari de la créatrice de mode Norine et ami de Mesens, qui lui achète sa production et écrira en mars 1927 dans la revue Sélection un premier article consacré au peintre. Il expose en avril 1927, préfacé par Van Heck et Nougé, à la galerie Le Centaure, dans laquelle travaille Goemans, une cinquantaine de ses peintures dont Le Jockey perdu, l'une de ses premières toiles surréalistes, peinte en 1926. Il rencontre à cette occasion Scutenaire dont Goemans et Nougé ont peu auparavant fait la connaissance. Magritte illustre pour la maison Muller et Samuel ses catalogues de fourrures 1926-1927 et 1927-1928, ce dernier édité avec des textes de Nougé.

### Rencontre avec le surréalisme parisien

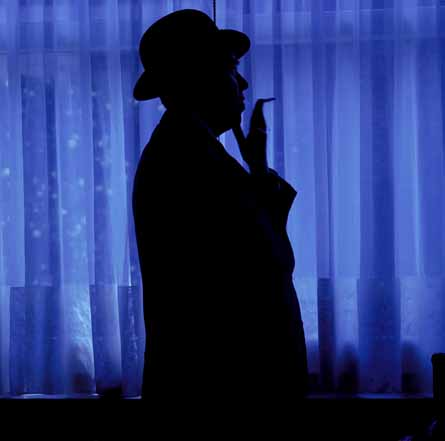
René Magritte, photographié par Lothar Wolleh.

En septembre 1927, Magritte quitte la Belgique et séjourne au Perreux-sur-Marne (Val-de-Marne) jusqu'en juillet 1930. Il rencontre les surréalistes (André Breton, Paul Éluard, Max Ernst, Salvador Dalí), participe à leurs activités. À Paris il expose à la galerie qu'y a ouverte Goemans et à Bruxelles en janvier 1928 à la galerie L'Époque, dirigée par Mesens, la préface du catalogue étant écrite par Nougé et contresignée par Goemans, Lecomte, Mesens, Scutenaire et Souris. Il publie en 1929, Le Sens propre, suite de cinq tracts reproduisant chacun l'un de ses tableaux avec un poème de Goemans, et Les Mots et les images dans La Révolution surréaliste. Durant l'été, il rend visite à Dalí à Cadaqués où il retrouve Éluard et Gala. André Breton préconisant l'adhésion au parti communiste et Nougé s'y opposant les rapports entre les surréalistes bruxellois et parisiens restent cependant difficiles, et René Magritte se brouille avec André Breton, au sujet d'un christ en pendentif que porte Georgette Magritte,.
La crise de 1929 arrivant en Europe, René Magritte doit retourner en Belgique en 1930, les différents contrats qui lui permettaient de vivre ayant été rompus. Il s'installe alors rue Essenghem à Jette et présente à Bruxelles en 1931 une exposition organisée par Mesens, avec une préface de Nougé. Il adhère l'année suivante au parti communiste belge et rencontre Paul Colinet. Entre 1931 et 1936, il participe à une petite entreprise de publicité, une activité alimentaire qu’il n'exerce certainement pas par vocation et qui s’est étendue sporadiquement entre 1918 et 1965.
Magritte expose en 1933 au Palais des Beaux-Arts de Bruxelles et dessine en 1934 Le Viol pour la couverture de Qu'est-ce que le surréalisme ?, d'André Breton. Il réalise en 1936 sa première exposition à New York, à la galerie Julien Levy, fait la connaissance l'année suivante de Marcel Mariën et séjourne à Londres où il expose en 1938 à la London Gallery de Mesens. De février à avril 1940, Magritte dirige avec Raoul Ubac la revue L'Invention collective (deux numéros). Cinq jours après l'invasion allemande de la Belgique, il quitte Bruxelles le 15 mai 1940 avec Raoul et Agui Ubac, rencontrant à la gare Scutenaire et Irène Hamoir (Georgette y demeurant près de sa sœur Léontine et surtout de Paul Colinet). Le groupe rejoint Paris pour Carcassonne où vit le poète Joë Bousquet. Le peintre, arrivé le 23 mai, y séjourne trois mois. À son retour à Bruxelles en août, René Magritte, qui s'était épris en 1936 de l'artiste britannique Sheila Legge (créatrice en juillet 1937 d'une performance à Trafalgar Square lors de l'Exposition internationale du surréalisme de Londres), et Georgette Magritte, qui a entrepris une liaison avec Paul Colinet, se réconcilient.

### Période Renoir et période vache
De 1943 à 1945, Magritte utilise la technique des impressionnistes durant sa période du surréalisme « en plein soleil » ou « période Renoir ». Entre 1943 et 1947, paraissent les premiers livres qui lui sont consacrés : Les Images défendues de Nougé, Magritte de Mariën et René Magritte de Scutenaire. En mai 1950, est organisée à Charleroi une exposition sous les auspices du Cercle Littéraire et Artistique de Charleroi.
Sous la plume de Christian Dotremont, l'édition du 8-9 septembre 1945 du journal Le Drapeau rouge annonce l'adhésion de Magritte au Parti communiste belge. Conscient de ne pouvoir en faire évoluer les positions et anticipant sur son exclusion, il le quitte rapidement. Magritte expose pour la première fois à New York en 1947 à la galerie Hugo dirigée par Alexandre Iolas qui présente de nouveau ses peintures en mai 1948, dans sa nouvelle galerie en 1951 et 1952, à Milan en 1953. Les relations entre le peintre et le marchand, qui n'apprécie pour des raisons commerciales ni sa « période Renoir » ni sa « période vache » et lui commande plutôt des variations ou des répliques d'œuvres anciennes, se dégraderont souvent mais Iolas présentera ou organisera des expositions de ses œuvres jusqu'à la mort de Magritte.
En mars 1948, Magritte peint en six semaines une quarantaine de tableaux et de gouaches aux tons criards (« période vache ») destinées, en un acte typiquement surréaliste, à dérouter les marchands parisiens et scandaliser le bon goût français. Elles sont exposées à la galerie du Faubourg et préfacées par Scutenaire (Les Pieds dans le plat). Irène Hamoir léguera bon nombre de ces œuvres au musée de Bruxelles.

### Heure des rétrospectives
De 1952 à 1956, Magritte dirige la revue La Carte d'après nature, présentée sous forme de carte postale. Il réalise en 1952 et 1953 Le Domaine enchanté, huit panneaux pour la décoration murale du casino de Knokke-le-Zoute ; en 1957, La Fée ignorante pour le palais des beaux-arts de Charleroi et, en 1961, Les Barricades mystérieuses pour le palais des congrès de Bruxelles. Une première exposition rétrospective de son œuvre est organisée en 1954 par Mesens, au palais des beaux-arts de Bruxelles. Le succès de Magritte vient lentement grâce au marchand Iolas, à partir de 1957, et à l’Amérique. En avril 1965, il part pour Ischia en Italie pour améliorer sa santé et passe par Rome, avant de se rendre en décembre pour la première fois aux États-Unis à l'occasion d'une exposition rétrospective au MoMA, présentée par la suite à Chicago, Berkeley et Pasadena.
En juin 1966 et juin 1967, les Magritte passent, avec Scutenaire et Irène Hamoir, des vacances en Italie. Le 4 août, une nouvelle rétrospective ouvre au musée Boijmans Van Beuningen de Rotterdam.
En 2013-2014, le MoMA à New York organisa une exposition intitulée "Magritte: The Mystery of the Ordinary, 1926–1938" en collaboration avec The Menil Collection and The Art Institute of Chicago.

### Mort

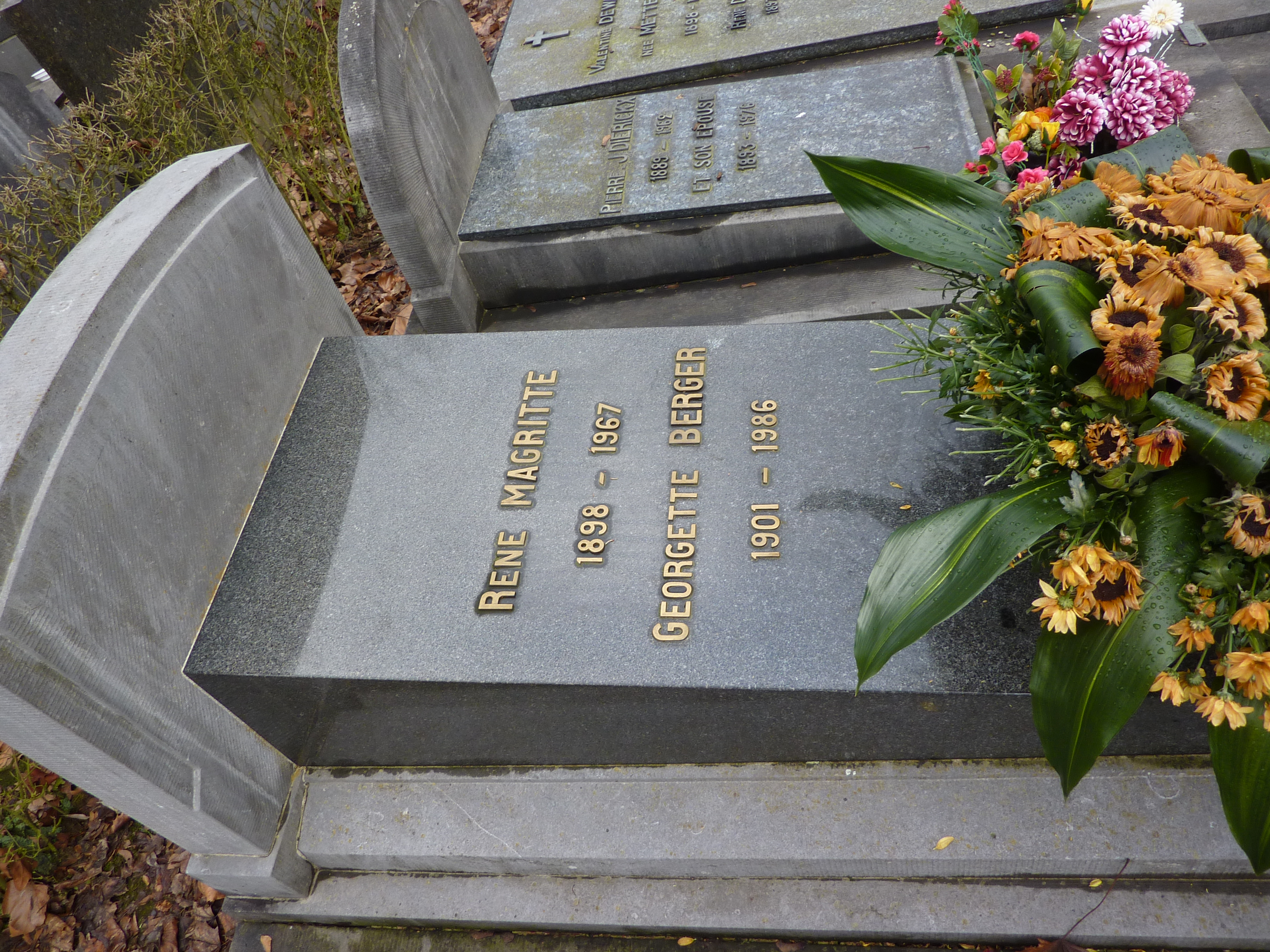
Tombe de René Magritte au cimetière de Schaerbeek (parcelle n°16 chemin n°2) à Evere (Bruxelles).

Magritte meurt chez lui, au 97, rue des Mimosas à Schaerbeek, le 15 août 1967 en début d'après-midi, d’un cancer du pancréas à soixante-huit ans. Il est inhumé dans le cimetière communal de Schaerbeek ; son épouse morte en 1986 repose à ses côtés. Depuis 2009, la sépulture est classée comme monument et site par la Région bruxelloise.

## Œuvres
« Une caisse auprès de son berceau, la récupération d’un ballon de navigation échoué sur le toit de la maison familiale, la vision d’un artiste peintre peignant dans le cimetière où il jouait avec une petite fille… trois souvenirs d'enfance que l'artiste gardera toute sa vie », résume une biographie de Magritte.
Magritte met en évidence notre difficulté à faire coïncider la réalité du monde avec nos images mentales. Il a développé un véritable alphabet pictural en usant de motifs récurrents : la pomme, l’oiseau, l’homme au chapeau melon, les corps morcelés… Ses images sont souvent cachées derrière ou dans d’autres images, alliant deux niveaux de lecture possibles, le visible et l'invisible.
Ses peintures jouent fréquemment sur le décalage entre un objet et sa représentation. Par exemple, un de ses tableaux les plus célèbres est une image de pipe sous laquelle figure le texte : « Ceci n’est pas une pipe » (série La Trahison des images, 1928-1929). Il s’agit en fait de considérer l’objet comme une réalité concrète et non pas en fonction d’un terme à la fois abstrait et arbitraire. Pour expliquer ce qu’il a voulu représenter à travers cette œuvre, Magritte a déclaré : « La fameuse pipe, me l’a-t-on assez reprochée ! Et pourtant, pouvez-vous la bourrer ma pipe ? Non, n’est-ce pas, elle n’est qu’une représentation. Donc si j’avais écrit sous mon tableau « Ceci est une pipe », j’aurais menti ! ».
La peinture de Magritte s’interroge sur sa propre nature, et sur l’action du peintre sur l’image. La peinture n’est jamais une représentation d’un objet réel, mais l’action de la pensée du peintre sur cet objet. Magritte réduisait la réalité à une pensée abstraite rendue en des formules que lui dictait son penchant pour le mystère : « Je veille, dans la mesure du possible, à ne faire que des peintures qui suscitent le mystère avec la précision et l’enchantement nécessaire à la vie des idées », déclara-t-il. Son mode de représentation, qui apparaît volontairement neutre, académique, voire scolaire, met en évidence un puissant travail de déconstruction des rapports que les choses entretiennent dans la réalité.
Parmi les objets qui contribuent à faire de ses toiles d'impénétrables énigmes, un objet apparaît de façon particulièrement récurrente : une sphère noire, lustrée, fendue en son milieu, qui apparaît dans de nombreuses œuvres, dans des dispositions et des tailles extrêmement différentes. Souvent qualifié de « grelot », dont il n'a pourtant pas la forme, il a été successivement interprété comme un œil noir, la représentation d'un sexe féminin, ou une simple forme géométrique. L'artiste, avec un humour dont ses toiles portent souvent la trace, laisse intact le mystère sur un objet qui concentre l'attention tout en résistant à l'interprétation.
Magritte excelle dans la représentation des images mentales. Pour Magritte, la réalité visible doit être approchée de façon objectale. Il possède un talent décoratif qui se manifeste dans l’agencement géométrique de la représentation. L’élément essentiel chez Magritte, c’est son dégoût inné de la peinture plastique, lyrique, picturale. Magritte souhaitait liquider tout ce qui était conventionnel. « L’art de la peinture ne peut vraiment se borner qu’à décrire une idée qui montre une certaine ressemblance avec le visible que nous offre le monde », déclara-t-il. Pour lui, la réalité ne doit certainement pas être approchée sous l’angle du symbole. Parmi les tableaux les plus représentatifs de cette idée, La Clairvoyance (1936), nous montre un peintre dont le modèle est un œuf posé sur une table. Sur la toile, le peintre dessine un oiseau aux ailes déployées.
Un autre tableau, La Reproduction interdite (1937), montre un homme de dos regardant un miroir, qui ne reflète pas le visage de l’homme, mais son dos. De la même manière, la peinture n’est pas un miroir de la réalité.
Peintre de la métaphysique et du surréel, Magritte a traité les évidences avec un humour corrosif, façon de saper le fondement des choses et l’esprit de sérieux. Il s’est glissé entre les choses et leur représentation, les images et les mots. Au lieu d’inventer des techniques, il a préféré aller au fond des choses, user de la peinture qui devient l’instrument d’une connaissance inséparable du mystère. « Magritte est un grand peintre, Magritte n'est pas un peintre », écrivait dès 1947 Scutenaire.

« Voici, je crois, une idée neuve pour tous : on demande parfois : « Que représente ce tableau? », un « intellectuel » se garderait de la poser, de crainte de n’être pas « au courant » ; cette question signifie une exacte réception de l’image, mais une interprétation de ce que l’on ressent, qui est inexacte. Ce que l’on ressent ou ce que l’on pense vraiment en regardant le tableau correspondrait à la question posée ainsi : « Qu’est-ce qui représente ce tableau, et c’est celui qui regarde, qui représente le tableau, ses sentiments et ses idées représentent le tableau. Nos idées et nos sentiments, fussent-ils extraordinaires, ne sauraient être exprimés ou représentés par la peinture, à moins qu’une convention permette une vague expression d’idées ou de sentiments : C’est à partir d’une image peinte que des idées ou des sentiments peuvent apparaître et rencontrer cette image. Une image peinte ne représente pas d’idées ou de sentiments, mais des sentiments ou des idées peuvent représenter une image peinte.
René Magritte »

## Film
- La Fidélité des images, réalisation René Magritte, avec Georgette Magritte, Marcel Lecomte, Louis Scutenaire, Irène Hamoir, 1946 (27 minutes).

## Musées

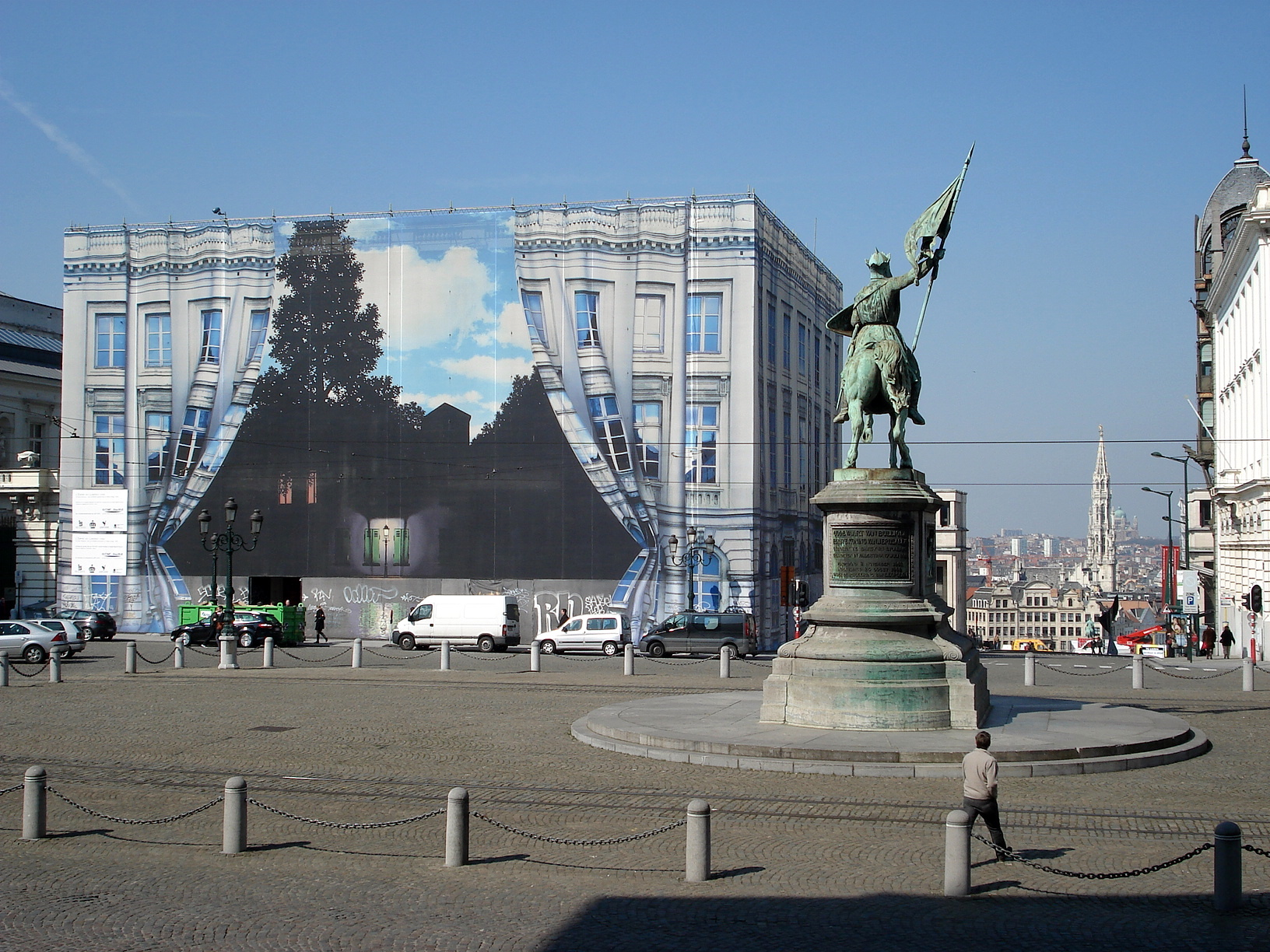
Le musée Magritte (en cours d'aménagement, quelques semaines avant son ouverture), place Royale, à Bruxelles.

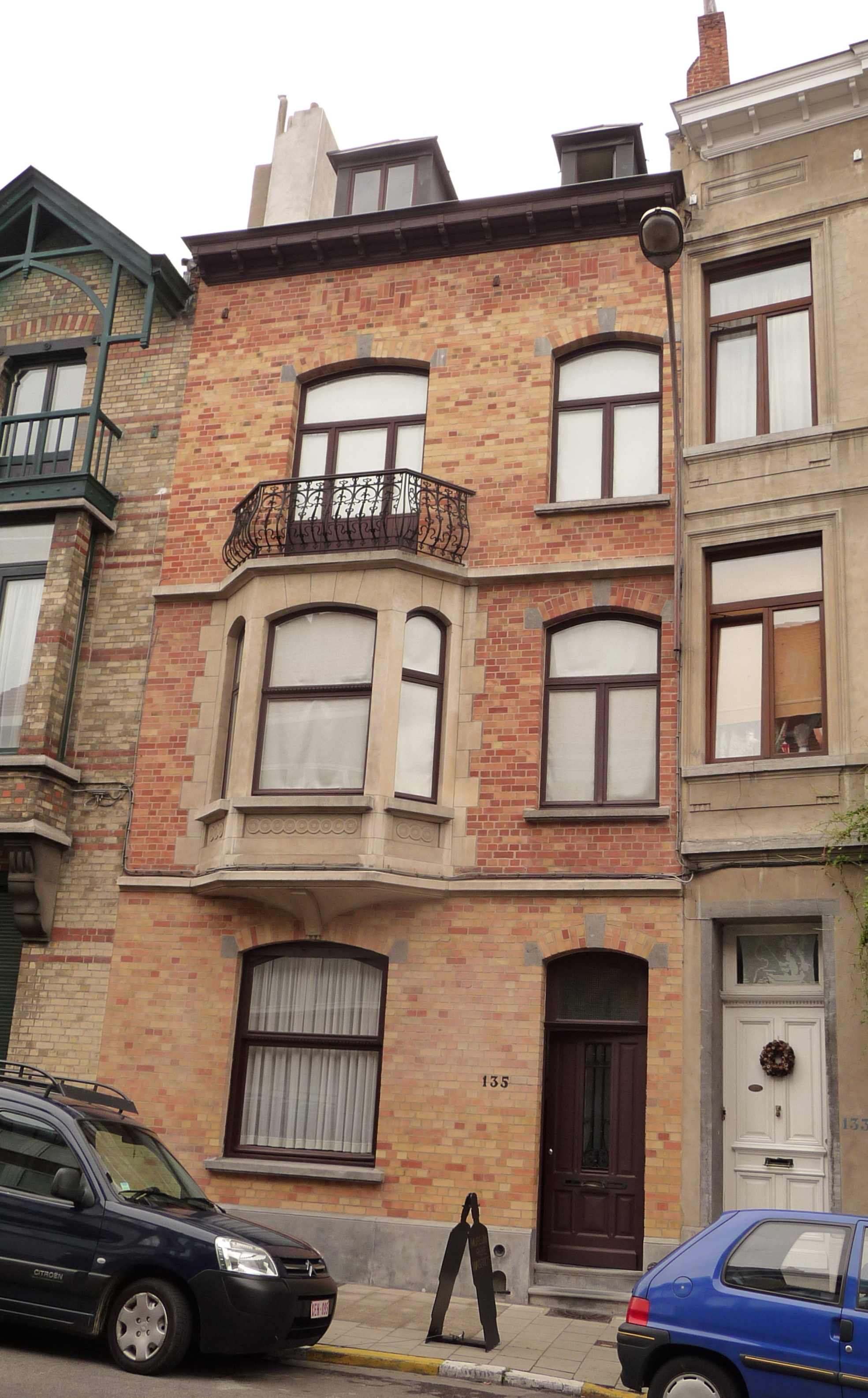
Musée René Magritte, 135, rue Esseghem. René et Georgette Magritte y sont locataires du rez-de-chaussée, de 1930 à 1954. L'appartement sert de quartier général au groupe surréaliste bruxellois (Paul Nougé, E. L. T. Mesens, Louis Scutenaire, Irène Hamoir, Paul Colinet, Marcel Mariën).

### Musée Magritte Museum

#### Historique
Le musée Magritte Museum est implanté dans un ancien bâtiment de style néoclassique datant de la fin du XVIIIe siècle, et faisant partie d’un ensemble architectural construit après l’incendie du palais du Coudenberg en 1731. Au cours des siècles, les propriétaires se sont succédé pour le transformer en hôtel, en bijouterie et enfin en musée.
La place Royale et les bâtiments qui l’entourent sont un témoignage historique de la Belgique sous l’Ancien Régime et de son indépendance. C’est sur cette place que se déroula la cérémonie d’intronisation du prince Léopold de Saxe-Cobourg, roi des Belges le 21 juillet 1831, cinquante ans après sa construction. Le bâtiment se transformera alors en hôtel pour voyageurs pendant plus d’un siècle, avant d'être revendu à un bijoutier au début du XXe siècle.
En 1951, les façades et portiques bordant la place Royale seront reconnus pour leur intérêt architectural et historique et seront définitivement protégés de toute modification par arrêté de classement sur la liste du patrimoine de Belgique.
Les musées royaux des beaux-arts de Belgique investiront les lieux en 1962 et l’hôtel Altenloh sera transformé en musée. D’importants travaux de rénovation seront réalisés dans les années 1980 et l’intérieur du bâtiment sera entièrement reconstruit.

#### Collection du musée Magritte
L’importance de la collection d’œuvres de René Magritte et la renommée internationale de celui-ci méritent un espace consacré à la communication de l’artiste et de son œuvre. En 2007, le projet d’un futur musée Magritte dans l’ancien hôtel Altenloh voit le jour; les travaux commencent l’année qui suit pour s’achever en 2009.
La collection d’œuvres de René Magritte qui lui a valu un musée était détenue par les musées royaux des beaux-arts de Belgique. Cette collection est la plus grande au monde et couvre toutes les différentes périodes de l’artiste ; de plus, elle est très diversifiée, par ses peintures, dessins, gouaches, affiches, travaux publicitaires, lettres, photographies, sculptures, films et autres documents.
L’essentiel de la collection provient de dons de la part des personnes suivantes : Georgette Magritte, Irène Scutenaire-Hamoir, Mme Germaine Kieckens, la première épouse du célèbre dessinateur Hergé, Maurice Rapin et Mirabelle Dors, la fondation Magritte, l’ULB, ainsi que de prêts privés.
Dans le legs d’Irène Scutenaire-Hamoir au musée, figurent de nombreuses œuvres du peintre : plus d’une vingtaine de peintures, une vingtaine de gouaches, une quarantaine de dessins, etc. Ces œuvres étaient accrochées aux murs de leur maison située rue de la Luzerne, notamment :
- Portrait de Nougé, 1927.
- La Voleuse, 1927.
- Découverte, 1927.
- Personnage méditant sur la folie, 1928.
- Portrait d’Irène Hamoir, 1936.
- La Lecture défendue, 1936.
- Bel Canto, 1938.
- Les Grandes Espérances, 1940.
- La Cinquième Saison, 1943.
- Le Sourire, 1943.
- La Moisson, 1943.
- La Bonne fortune, 1945.
- Les Rencontres naturelles, 1945.
- Les Mille et une nuits, 1946.
- L’Intelligence, 1946.
- Le Lyrisme, 1947.
- Lola de Valence, 1948[r].

La collection du musée Magritte comporte également plus de 300 tirages photos qui retracent la vie de Magritte : sa famille, ses années de formation, ses amis et son épouse Georgette. La photographie était essentielle à son art et ces clichés lui ont servi pour la réalisation de ses peintures.
Depuis 2010, une politique d’échange est mise en place avec la Fondation de Menil à Houston (Texas, États-Unis) et certaines œuvres détenues par le Museum of Modern Art de New York (MoMA) ont été prêtées pour une durée de quatre mois. En mars 2012, une série d’œuvres prêtées par un collectionneur privé d’origine anglaise est exposée.

### Musée René Magritte
Un musée René Magritte est également installé, depuis 1999, dans la maison qu'il a habitée avec son épouse Georgette de 1930 à 1954, au 135, rue Esseghem, à Jette. L'artiste y a peint la moitié de son œuvre, dont notamment la première version de L'Empire des lumières, en 1949. Ce musée présente en particulier le salon meublé dans son état d'origine, l'atelier — il peignait dans sa salle à manger — et le studio Dongo dans le fond de son jardin, où l'artiste réalisait ses travaux publicitaires. Il s'est beaucoup inspiré de l'intérieur de cet appartement dans ses peintures (fenêtre à guillotine, cheminée, poignées de porte, escalier, volière, etc.). À l'étage, le musée présente une exposition biographique : il y a quelques œuvres originales (des dessins, des gouaches, des aquarelles), une collection d'objets personnels et des documents originaux (revues, lettres, tracts surréalistes). Une exposition intitulée « Les Magrittes disparus » présente également une trentaine d’œuvres détruites qui ont été reconstituées (même style et même format) sur base des archives fournies par David Sylvester. Le vol de la peinture L'Olympia (1948) y a eu lieu en 2009 ; le tableau a aujourd'hui été restitué.

### Maison Magritte

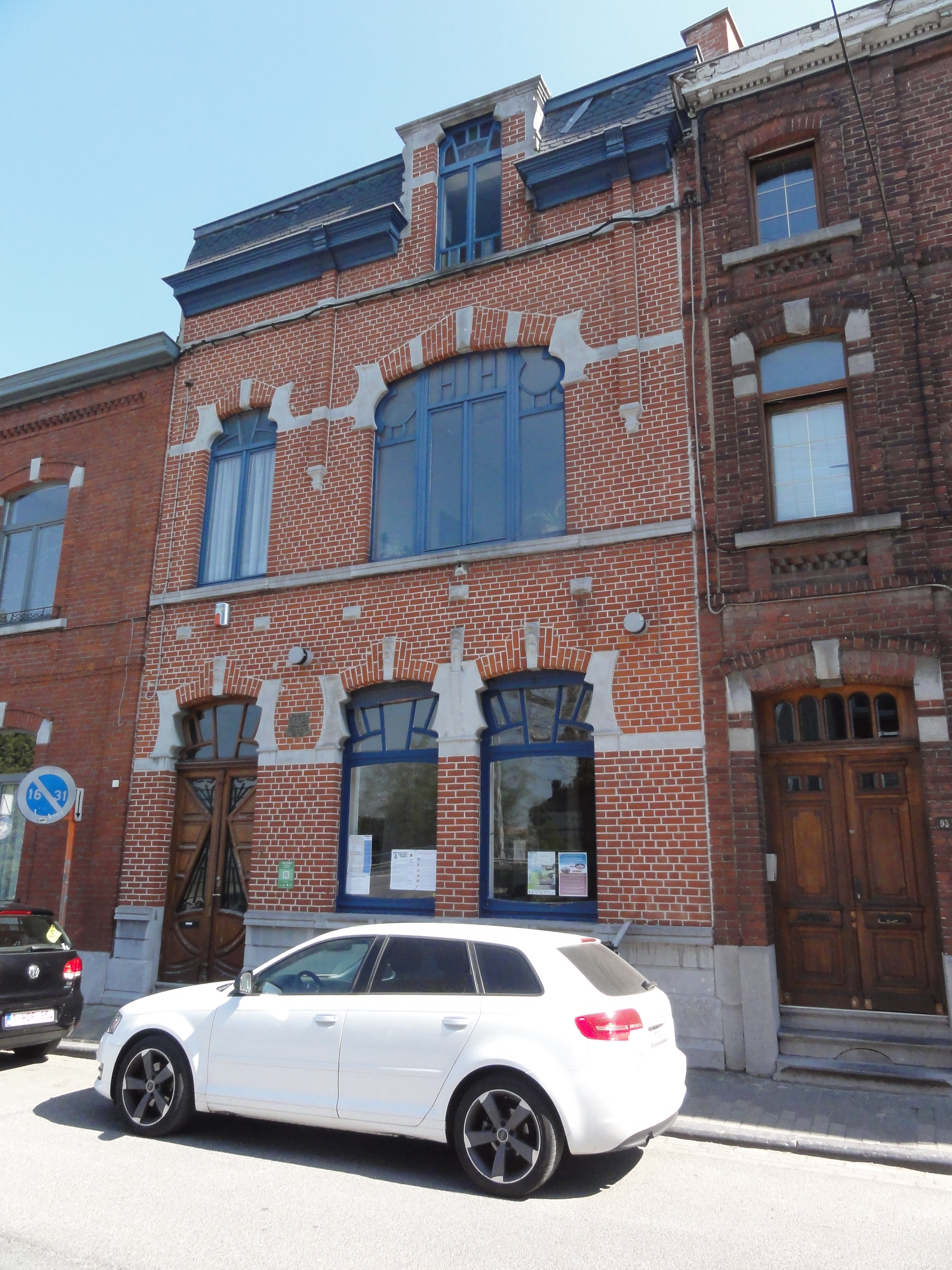
Maison Magritte à Châtelet.

La maison Magritte où l’artiste a grandi est située à Châtelet et est accessible au public. Cette maison, souvent représentée dans ses œuvres, a été pour Magritte une source importante d'inspiration de par les éléments décoratifs qu'elle contient et l’histoire tragique du suicide de sa mère, auquel certaines de ses peintures font allusion.

## Éléments de bibliographie
: document utilisé comme source pour la rédaction de cet article.

### Écrits de Magritte
- René Magritte, Manifestes et autres écrits, avertissement de Marcel Mariën, Les Lèvres Nues, Bruxelles, 1972, 192 p.
- Quatre-Vingt-Deux Lettres de René Magritte à Mirabelle Dors et Maurice Rapin, avec des lettres de Noël Arnaud et Georgette Magritte, Paris, 1976.
- René Magritte, Écrits complets, édition établie et annotée par André Blavier, Flammarion, Paris, 1979, 766 p.  (ISBN 208064128X).
- René Magritte, Les Mots et les images, choix d’écrits, Labor, Bruxelles, 2000.

### Photographies et films de Magritte
- La Fidélité des images, René Magritte, Le cinématographe et la photographie, textes et titres de Louis Scutenaire, exposition organisée par le service de la Propagande artistique du ministère de la culture française, Bruxelles, musée d'art moderne, imprimé par les éditions Lebeer-Hossmann, Bruxelles, 1976, publié à l'occasion de l'exposition au Musée d'art moderne de la Ville de Paris, octobre-novembre, 1976, 95 pages [photographies faites par Magritte de ses proches entre 1928 et 1955, quelques photographies faites de Magritte et images des films réalisés par Magritte autour de 1957].

### Illustrations de livres (sél.)

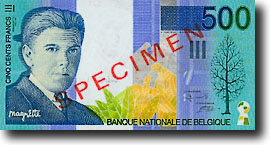

- Georges Bataille : Madame Edwarda (six dessins inédits de 1946)[s].
- William Beckford : Vathek.
- Joë Bousquet : Les roses de Janvier, (huit dessins à la plume de 1940), Musée des beaux-arts de Carcassonne.
- Paul Éluard : La Vie immédiate.
- Comte de Lautréamont : Les Chants de Maldoror.
- Les Mille et Une Nuits.
- Paul van Ostaijen : Het Bordeel van Ika Loch.
- Louis Scutenaire : Les Haches de la vie, signé Jean Scutenaire, Paris, G. L. M., 1937.
- Louis Scutenaire : Le Retard, signé Jean Scutenaire, Paris, Éditions Sagesse, Librairie Tschann, 1938.
- Louis Scutenaire : Les Secours de l'oiseau, signé Jean Scutenaire, Paris, Parisot, 1938.
- Louis Scutenaire : Frappez au miroir !, signé Jean Scutenaire, Bruxelles, Wellens-Pay, 1939.

### Magritte éditeur
- En 1940, Magritte dirige avec Raoul Ubac la revue L'Invention collective (deux numéros).
- En 1952, il fonde La Carte d'après nature, revue qui paraît à intervalles irréguliers jusqu'en avril 1956 en douze livraisons, quatre numéros sous forme d'opuscules, les huit autres composés d'une simple carte distribuée gratuitement par voie postale[35]. Les très courts textes publiés y sont principalement de Magritte lui-même, Paul Colinet, Louis Scutenaire, Marcel Lecomte, Marcel Mariën, E. L. T. Mesens, Geert van Bruaene. Une édition pirate et parodique de deux cartes postales vierges portant les numéros 11 et 12 datés de juin et d'août 1964 (celle-ci portant imprimé au verso : « Ceci n'est pas un Magritte ») n'a jamais été revendiquée par son auteur bien que les soupçons se soient portés sur Marcel Mariën qui en juin 1962 avait réalisé le tract apocryphe Grande baisse[36].
- De mai 1961 à février 1966, Magritte finance la revue Rhétorique, gérée par André Bosmans, qui connaît treize livraisons dans lesquelles ses contributions sont nombreuses aux côtés de textes et d'illustrations notamment de Marcel Béalu, André Bosmans, Achille Chavée, Rachel Baes, Paul Colinet, Suzanne Van Damme, Louis Scutenaire, Marcel Lecomte, Geert van Bruaene. Le numéro 3 de septembre 1961 est constitué d'une étude de Pierre Demarne sur Magritte, le numéro 7 d'octobre 1962, sous le titre Leçon de choses, d'écrits et de dessins du peintre.

### Écrits sur Magritte

#### Monographies

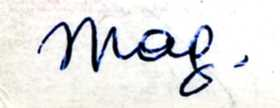
Signature de Magritte pour ses amis.

- Xavier Canonne, Le surréalisme en Belgique, 1924-2000, Fonds Mercator, Bruxelles, 2006  (ISBN 90-6153-659-6) ; Actes Sud, Paris, 2007, 352 p.  (ISBN 9782742772094).  — ed. anglaise disponible sur Internet Archive
- Michel Draguet, Magritte, Gallimard, coll. « Folio », 2014 (ISBN 978-2-07-045017-6, DOI 10.14375/NP.9782070450176).
- Suzi Gablik, Magritte, Cosmos monographies, Bruxelles, 1978 (traduction de l’anglais, Thames and Hudson, Londres, 1970).
- (nl) Ruud Kaulingfreks, Meneer Iedereen. Het denken van René Magritte, SUN, Nijmegen, 1984.
- Marcel Mariën, L’activité surréaliste en Belgique (1924-1950), Bruxelles, Lebeer-Hossmann, 1979 (510 p.).
- Jacques Meuris, René Magritte, Taschen, Köln, 1990, 222 p.
- Bernard Noël, Magritte, Flammarion, Paris, 1977, 96 p.
- Jean-Tristan Richard, Les Structures inconscientes du signe pictural. Psychanalyse et peinture, surréalisme et sémio-analyse (à propos de R. Magritte, S. Dalí, M. Ernst, M. Duchamp, etc.), Éd. L'Harmattan, Paris, 1999, 192 p.  (ISBN 2-7384-7643-0).
- [Roberts-Jones 2014] Philippe Roberts-Jones, Magritte: poète visible et autres textes, Silvana/Musées royaux des beaux-arts de Belgique, coll. « Cahiers des Musées royaux des beaux-arts de Belgique / René Magritte », 2014 (ISBN 978-88-366-2439-3)
- [Roegiers 2005] Patrick Roegiers, Magritte et la photographie (exposition, Bruxelles, Palais des beaux-arts, du 23 février au 15 mai 2005), Ludion, 2005 (ISBN 90-5544-543-6)
- Jacques Roisin, Ceci n'est pas une biographie de Magritte.[t] 1998, Bruxelles, Alice Éditions  (ISBN 2-930182-05-9).
- Georges Roque, Ceci n'est pas un Magritte. Essai sur Magritte et la publicité, Flammarion, Paris, 1983.
- (de) Uwe M. Schneede, René Magritte: Leben und Werk, DuMont Taschenbücher, Cologne, 1979.
- Louis Scutenaire, René Magritte, Bruxelles, Librairie Sélection, 1947 (le texte est daté de 1942).
- Louis Scutenaire, Avec Magritte, Bruxelles, Lebeer-Hossmann, 1977, 180 p. Réédition augmentée des textes écrits par Scutenaire après 1977, [Scutenaire 2021] Avec Magritte, l'Atelier contemporain, coll. « Studiolo », 2021 (ISBN 978-2-85035-032-0)
- David Sylvester, Magritte, Flammarion, 1992, catalogue raisonné en deux volumes.
- [Silvester 2009] David Sylvester (préf. Michel Draguet), Magritte, Actes sud/Menil Fondation/Fonds Mercator, 2009 (1re éd. 1992) (ISBN 978-2-7427-8293-2) — ed. en anglais de la première édition disponible sur Internet Archive.
- Harry Torczyner, Magritte. Le véritable art de peindre, Draeger/Le Soleil Noir, Paris, 1978, 144 p.
- Harry Torczyner, René Magritte, signes et images, Draeger-Vilo, Paris, 1988, 272 p.  (ISBN 2851190121).
- Patrick Waldberg, René Magritte, suivi d’une bibliographie générale par André Blavier, André de Rache éditeur, Bruxelles, 1965, 358 p. ; rééd. sous le titre René Magritte. Le hasard objectif, avant-dire de Michel Waldberg, Paris, Éditions de La Différence, coll. « Matière d'images », 2009, 237 p.

#### Ouvrages collectifs
- Nicole Everaert-Desmedt (dir.), Magritte au risque de la sémiotique, Bruxelles, Presses de l’Université Saint-Louis, coll. « Collection générale » (no 81), 1999, 277 p. (ISBN 978-2-8028-0128-3, DOI 10.4000/books.pusl.19600, lire en ligne).
- Irène, Scut, Magritte & C°, Bruxelles, Musées royaux des beaux-arts de Belgique, 1996.
- Magritte dans les collections privées, rétrospective, textes de Harry Torczyner, Louis Scutenaire, Evelyne Kornélis, Anne Deknop, E. L. T. Mesens et nombreux témoignages, galerie Isy Brachot, Bruxelles, 1988, 238 p.
- Le Mouvement surréaliste à Bruxelles et en Wallonie (1924-1947), Paris, Centre Culturel Wallonie Bruxelles, 1988.
- Numéro René Magritte, (nombreux textes, notamment de E. L. T. Mesens, Louis Scutenaire, Paul Colinet, Camille Goemans, Paul Nougé, Marcel Mariën, André Breton, Paul Éluard, Jacques Prévert, Max Ernst, Jean Arp, Philippe Soupault, Irène Hamoir, Raoul Ubac, Marcel Lecomte, Man Ray), L’Art belge, Bruxelles, janvier 1968, 90 p.
- René Magritte, textes de Camille Goemans, Marcel Mariën, Philippe Junod, fondation de l’Hermitage, Lausanne, 1987, 236 p.
- René Magritte et le surréalisme en Belgique, textes de « Elle et lui » [Irène Hamoir et Louis Scutenaire], Marcel Mariën, Marc Dachy et Philippe Roberts-Jones, Bruxelles, Musées royaux des Beaux-Arts de Belgique, 1982, 324 p.
- René Magritte, la période « vache », « Les pieds dans le plat » avec Louis Scutenaire, Marseille, Musée Cantini, 1992, 168 p.  (ISBN 2711825914).
- Rétrospective Magritte, textes de Louis Scutenaire, Jean Clair et David Sylvester, Bruxelles, Palais des Beaux-Arts, 1978 et Paris, Musée National d’Art Moderne, Centre Georges Pompidou, 1979, 300 p.
- Didier Ottinger (dir.), Magritte, La trahison des images (exposition, Paris, Centre national d'art et de culture Georges Pompidou, Musée national d'art moderne, Galerie 2, 21 septembre 2016 - 23 janvier 2017), Centre Pompidou, 2016 (ISBN 978-2-84426-731-3)
- Anne Umland (dir.), Magritte : le mystère du quotidien, 1926-1938 (exposition, New York, the Museum of modern art, 28 septembre 2013-12 janvier 2014, Houston, the Menil collection, 14 février-1er juin 2014, Chicago, the Art institute of Chicago, 29 juin-12 octobre 2014), La Martinière/MoMA, 2013 (ISBN 978-2-7324-6101-4) — ed. anglaise disponible sur Internet Archive.

#### Autour de Magritte
- Christian Bussy, Les surréalistes au quotidien : petits faits vrais, préface d'Olivier Smolders, Bruxelles, Les impressions nouvelles, 2007  (ISBN 978-2-87449-028-6)

## Filmographie
- Luc de Heusch, Magritte ou la leçon de choses, avec la participation de Magritte, Camille Goemans, Marcel Lecomte, Louis Scutenaire et Irène Hamoir, 1960, 20 minutes.
- Henri de Gerlache, Magritte. Le jour et la nuit, Arte éditions, avec la participation de Charlie Dupont, 2009.
- René Magritte, le maître du mystère, un film de Fabrice Maze, co-produit par Seven Doc et Aube Elléouët-Breton[évasif].

## Hommages

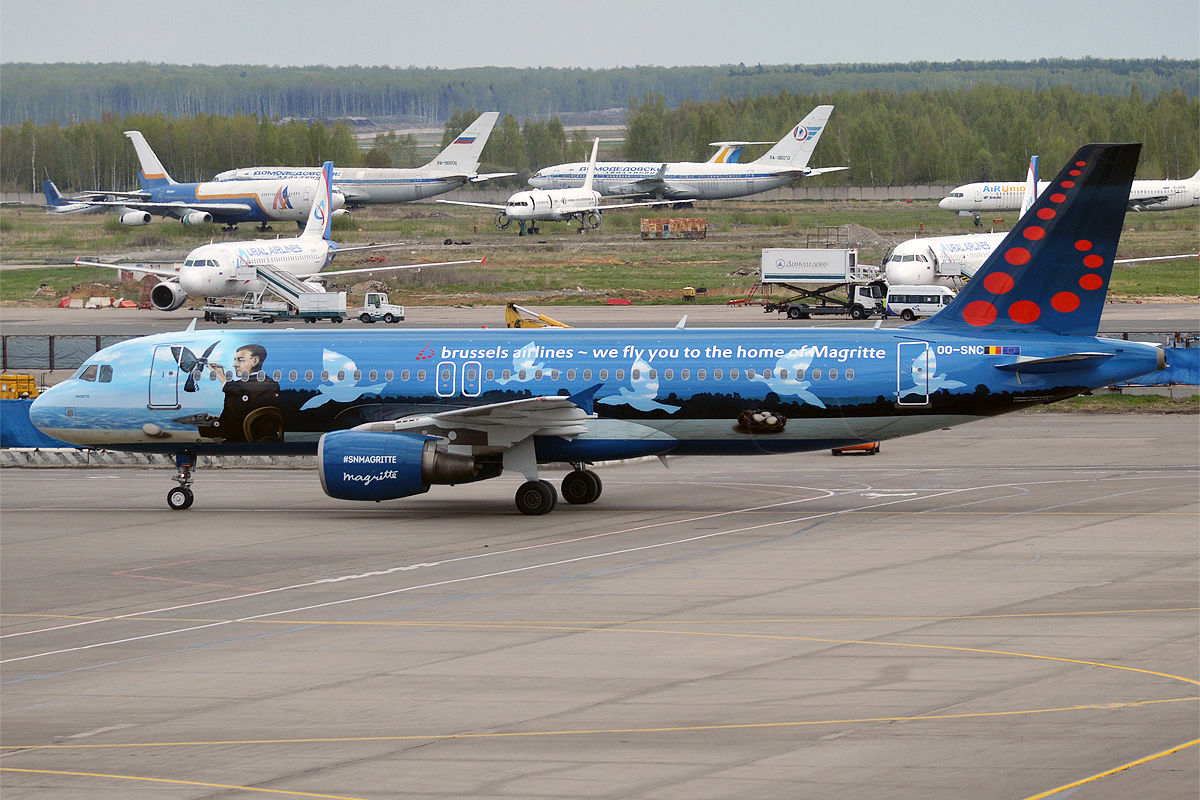
L'A320 rendant hommage à René Magritte.

- En astronomie, sont nommés en son honneur l'astéroïde (7933) Magritte[37] et le cratère mercurien Magritte[38].
- Le 21 mars 2016, Brussels Airlines a présenté son deuxième Airbus A320 (OO-SNC) avec une livrée spéciale dédiée aux « icônes belges ». Cette fois, l'entreprise honore le peintre surréaliste belge Magritte et son œuvre. Le fait que René Magritte avait des liens étroits avec le monde de l'aviation et qu’il était intrigué par les nuages et le ciel, ont mené à une collaboration entre Brussels Airlines et la Fondation Magritte en vue d’une création d’un avion à son image. Le résultat est un Airbus A320 représentant trois peintures de René Magritte : La Belle Société (1965-1966), La Clairvoyance (1936) et Le Retour (1940). Sur le fuselage, nous lisons « we fly you to the home of Magritte ». La livrée Magritte restera jusqu'en 2022[39].

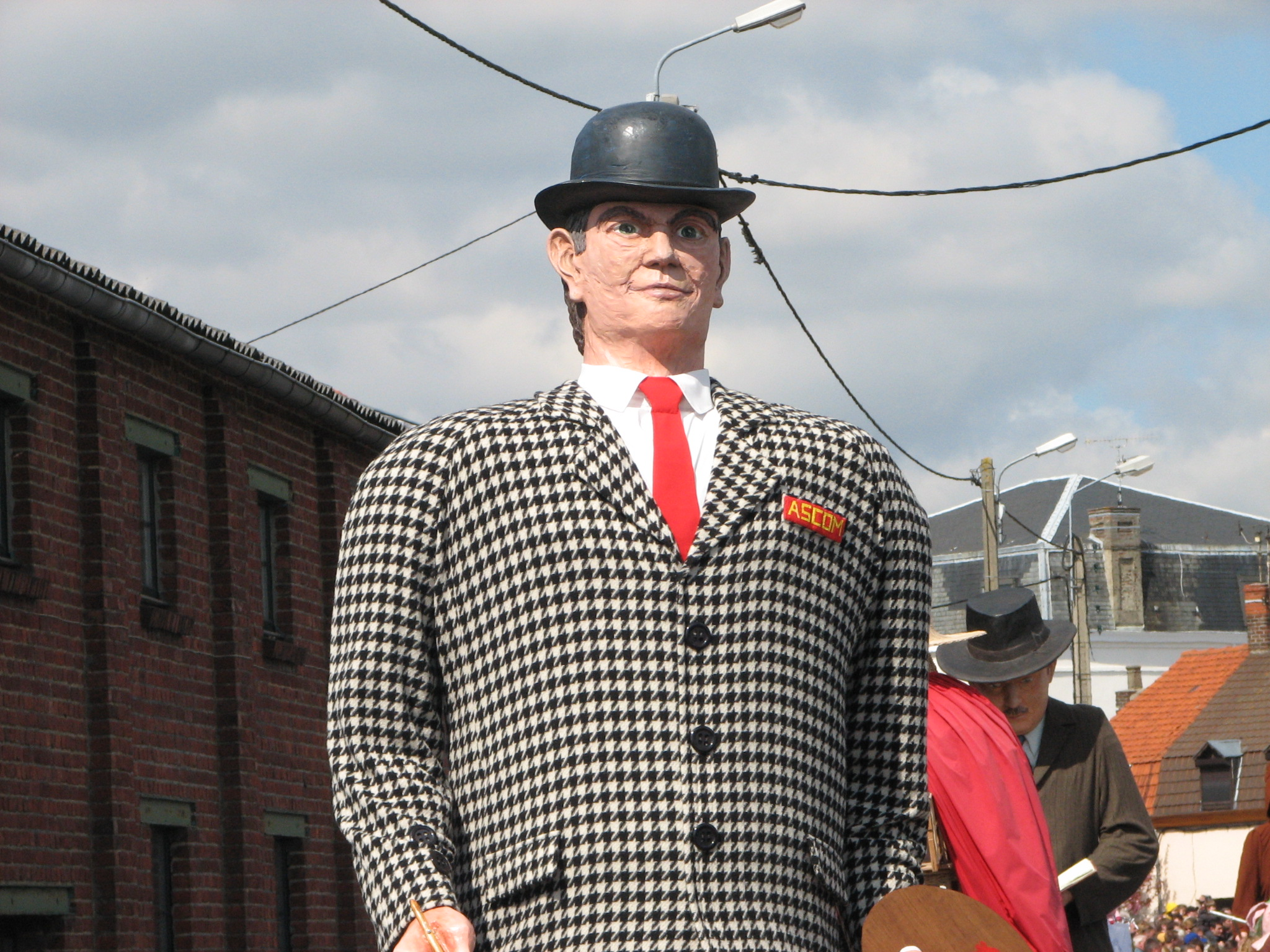
René Magritte, géant de Lessines.

- La marque BMW lance pour le centenaire de la naissance de René Magritte une série spéciale de son cabriolet E36 à l'effigie de Magritte. La série spéciale René Magritte a été produite à 100 exemplaires avec un numéro de série et un certificat d'authenticité remis à chaque propriétaire. Elles avaient à l'extérieur une couleur unique le bleu orient métallisé, le logo « Magritte » qui était peint à la main et verni sur l'aile arrière gauche, les jantes en alliage à 10 branches, un filet anti-remous décoré et des phares anti-brouillard. Pour l'intérieur, la capote et vitres électriques, deux cuirs Nappa Modena naturel ou Nappa Maulbeere (gris), le nom « Magritte » écrit sur le tableau de bord et le logo de l'oiseau sur les appuie-têtes, et la climatisation. Niveau motorisation 318 ou 320i.
- À Lessines, sa ville natale, un géant à l'effigie de l'artiste défile lors du traditionnel cortège du 15 août et un bronze de 200 kg, Magritte au chapeau, est installé sur la grand-place depuis 2017[40].
- Le peintre surréaliste, Olivier Lamboray (°1968) a déjà réalisé différents tableaux qu'il a dédiés à René Magritte.
- Membre d'honneur du Cercle Artistique et Littéraire de Charleroi.
- En 2020, un nouveau quartier à Bruxelles est inauguré sur l’ancien site industriel Tour et Taxis. Parmi vingt-huit nouvelles voies (baptisées d’après 1 397 propositions), on trouve une voie s’appelant Ceci n’est pas une rue[41].

## Dans la culture populaire
Le logo d'Apple Records, la compagnie de disque des Beatles, est créé par le graphiste britannique Gene Mahon. La pomme verte Granny Smith est inspirée du tableau de Magritte Le Jeu de Mourre acheté par Paul McCartney.
La chanson Rene and Georgette Magritte with Their Dog after the War du chanteur américain Paul Simon apparaît sur son album Hearts and Bones publié en 1983.
Nadine Monfils a publié une série de romans policiers, Les folles enquêtes de Magritte et Georgette, dont le peintre et son épouse sont les détectives amateurs : 1. Nom d'une pipe ! 2. À Knokke-le-Zoute, 3. Les fantômes de Bruges, 4. Liège en eaux troubles (2021-2022), 5. Leffe toi et marche, 6. Charleroi du crime, 7. A Montmartre, 8. Pataquès à Cadaquès.